# Gospel Hill
Gospel Hill ist ein US-amerikanisches Filmdrama aus dem Jahr 2008. Regie führte Giancarlo Esposito, der auch eine der größeren Rollen übernahm und den Film mitproduzierte. Das Drehbuch schrieben Jeff Stacy, Jeffrey Pratt Gordon und Terrell Tannen.

## Handlung
Die Handlung spielt in Julia, einer Stadt im Süden der Vereinigten Staaten. Die in der Stadt lebenden Afroamerikaner werden von Dr. Ron Palmer angeführt, der eine Klinik leitet. In Julia lebt John Malcolm, dessen Bruder Peter, ein schwarzer Bürgerrechtler, dreißig Jahre zuvor ermordet wurde. Malcolm kann immer noch nicht den Verlust seines Bruders verarbeiten. Seine Frau Sarah kämpft gegen die Pläne der Erweiterung der von Dr. Palmer geleiteten Klinik. Währenddessen stellt der frühere Sheriff der Stadt Jack Herrod, der einst die Ermittlungen sabotierte, fest, dass er bald sterben wird. Sein Sohn Carl hat eine Affäre mit der Frau von Dr. Palmer.

## Hintergründe
Der Film wurde in Fort Mill (South Carolina) und in York (South Carolina) gedreht. Seine Produktionskosten betrugen schätzungsweise 6 Millionen US-Dollar. Die Weltpremiere fand am 9. Februar 2008 auf dem European Film Market statt. Am 24. August 2008 wurde der Film auf der Democratic National Convention gezeigt. Am 3. Oktober 2008 fand eine Vorführung auf dem Woodstock Film Festival statt. Die Verleihrechte für Nordamerika hat 20th Century Fox erworben.